# Vengeance (2005)
L'édition 2005 de Vengeance est une manifestation de catch professionnel télédiffusée et visible uniquement en paiement à la séance. L'événement, produit par la World Wrestling Entertainment, s'est déroulé le 26 juin 2005 au Thomas & Mack Center, à Las Vegas (Nevada) aux États-Unis. Il s'agit de la cinquième édition de Vengeance. Batista et Triple H sont en vedette de l'affiche promotionnelle (officielle).
Sept matchs, dont quatre mettant en jeu les titres de la fédération, ont été programmés. Chacun d'entre eux est déterminé par des storylines rédigées par les scénaristes de la WWE ; soit par des rivalités survenues avant le pay-per-view, soit par des matchs de qualification en cas de rencontre pour un championnat.

## Contexte
Les spectacles de la World Wrestling Entertainment en paiement à la séance sont constitués de matchs aux résultats prédéterminés par les scénaristes de la WWE. Ces rencontres sont justifiées par des storylines - une rivalité avec un catcheur, la plupart du temps - ou par des qualifications survenues dans les émissions de la WWE telles que RAW et SmackDown. Tous les catcheurs possèdent un gimmick, c'est-à-dire qu'ils incarnent un personnage face (gentil), heel (méchant) ou tweener (neutre, apprécié du public), qui évolue au fil des rencontres. Un pay-per-view comme Vengeance est donc un évènement tournant pour les différentes storylines en cours.

## Déroulement du spectacle
- Sunday Night Heat match: The Hurricane et Rosey (w/Super Stacy) def. The Heart Throbs (Antonio et Romeo) pour conserver le World Tag Team Championship (5:06)
- Carlito def. Shelton Benjamin pour conserver le WWE Intercontinental Championship (12:50)
  - Carlito a effectué le tombé grâce à un Roll-up
- Victoria def. Christy Hemme (5:06)
  - Victoria a effectué le tombé après un Roll-up
- Kane def. Edge (w/Lita) (11:11)
  - Kane a effectué le tombé sur Edge après un Chokeslam
- Shawn Michaels def. Kurt Angle (26:13)
  - HBK a effectué le tombé après 2 Sweet Chin Music
- John Cena def. Christian et Chris Jericho dans un Triple Threat match pour conserver le WWE Championship (15:08)
  - John Cena a effectué le tombé sur Christian grâce à un F-U
- Batista def. Triple H dans un Hell in a Cell match pour conserver le World Heavyweight Championship (26:55)
  - Batista a effectué le tombé grâce à un Spinebuster sur l'escalier en métal et une Batista Bomb